# Макавао (Хаваји)
Макавао (енгл. Makawao) насељено је место за статистичке потребе у америчкој савезној држави Хаваји. По попису становништва из 2010. у њему је живело 7.184 становника.

## Демографија
Према попису становништва из 2010. у граду је живело 7.184 становника, што је 857 (13,5%) становника више него 2000. године.
| Група             | 2000.         | 2010.         |
| Белци             | 2.402 (38,0%) | 2.436 (33,9%) |
| Афроамериканци    | 20 (0,3%)     | 32 (0,4%)     |
| Азијати           | 1.078 (17,0%) | 1.145 (15,9%) |
| Хиспаноамериканци | 755 (11,9%)   | 1.087 (15,1%) |
| Укупно            | 6.327         | 7.184         |